# 야다바

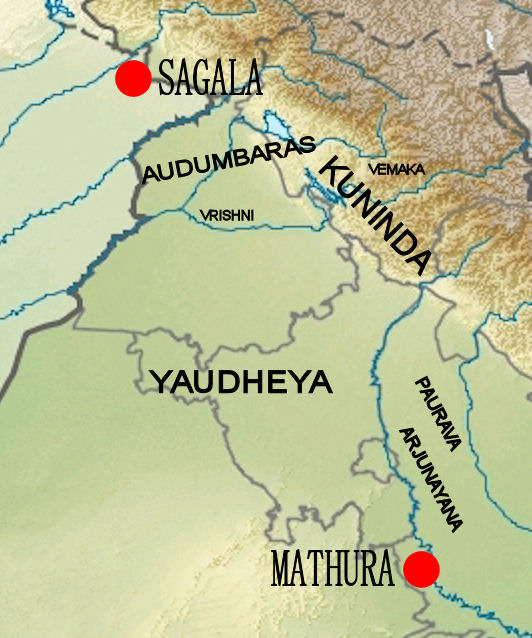
마투라 지역에 위치한 야다바 씨족 중 하나인 브리슈니족. 아우둠바라족, 쿠닌다족, 베마카족, 야우데야족, 파우라바족 및 아르주나야나족 등 다른 부족들 사이에서의 브리슈니족의 위치.

야다바(산스크리트어: यादव, 야두에서 유래함) 야다브와 혼동하지 말 것)는 찬드라밤사 계통의 전설적인 왕인 야두의 후손이라고 믿어졌던 고대 인도인 부족이었다.
이 공동체는 사트바타족, 안다카족, 보자족, 쿠쿠라족, 브리슈니족, 수라세나족, 아비라족 등 크리슈나를 숭배했던 다양한 씨족들로 구성되었다. 이들은 고대 인도 문헌에 야두(야두밤샤) 혈통의 일부로 기록되어 있다. 고대 인도 문헌에 언급된 야다바 씨족 중 하이하야족은 야두의 장남 사하스라짓의 후손이라고 믿어지며 체디족, 비다르바족, 사트바타족, 안다카족, 쿠쿠라족, 보자족, 브리슈니족, 수라세나족을 포함한 모든 다른 야다바 씨족은 야두의 막내아들인 크로슈투 또는 크로슈타의 후손이라고 믿어진다.
마하바라타에는 크리슈나의 죽음 이후 야다바족이 드바라카와 구자라트주를 버리고 아르주나의 지휘 아래 북쪽으로 퇴각할 때 공격을 받아 흩어졌다고 언급되어 있다.
여러 주요 푸라나의 밤샤누차리타(계보) 부분에서 추론할 수 있듯이, 야다바족은 아라발리산맥 지역, 구자라트주, 나르마다강 계곡, 북부 데칸고원 및 동부 갠지스강 계곡으로 퍼져나갔다. 마하바라타와 푸라나에서는 수많은 씨족으로 구성된 연합체인 야두족 또는 야다바족이 마투라 지역의 통치자였다고 언급하고 있다. 이들은 목축하는 소치기들이었다. 마하바라타는 또한 마투라에서 드바라카로 야다바족이 이주한 것이 마가다의 파우라바 통치자들과 아마도 쿠루족의 압력 때문이라고 언급하고 있다.
여러 시대에 걸쳐 인도 아대륙에는 고대 야다바 씨족과 전설적인 야다바 인물들의 후손임을 주장하며 자신들을 고대 야다바족이라고 칭한 여러 공동체와 왕조들이 존재했다.

## 하이하야족
하이하야족은 공동 조상인 야두의 후손으로 여겨지는 다섯 가나(씨족)의 고대 연합체였다. 이 다섯 씨족은 비티호트라, 샤르야타, 보자, 아반티, 툰디케라이다. 다섯 하이하야 씨족은 스스로를 탈라장가라고 불렀다. 푸라나에 따르면, 하이하야는 야두의 아들 사하스라짓의 손자였다. 카우틸랴는 그의 아르타샤스트라에서 하이하야족을 언급했다. 푸라나에서 카르타비리야 아르주나는 카르코타카 나가로부터 마히쉬마티를 정복하고 그곳을 수도로 삼았다.
후에 하이하야족은 그들 중 가장 지배적인 씨족인 비티호트라의 이름으로도 알려졌다. 푸라나에 따르면, 비티호트라는 아르주나 카르타비리야의 증손자이자 탈라장가의 장남이었다. 우자인의 마지막 비티호트라 통치자인 리푼자야는 그의 아마티야(장관) 풀리카에 의해 전복되었고, 풀리카는 그의 아들 프라디요타를 왕좌에 앉혔다. 디가니카야의 마하가빈다수탄타는 아반티 왕 베사부(비슈바부)와 그의 수도 마히사티(마히슈마티)에 대해 언급한다. 아마도 그는 비티호트라 통치자였을 것이다.

## 샤샤빈두족
라마야나의 발라칸다 (70.28)에는 샤샤빈두족이 하이하야족과 탈라장가족과 함께 언급되어 있다. 샤샤빈두족 또는 샤샤빈다바족은 차크라바르틴 (만국의 통치자)이자 크로슈투의 증증손자인 치트라라타의 아들인 샤샤빈두의 후손으로 여겨진다.

## 체디족
체디족 또는 차이댜족은 고대 야다바 씨족으로, 그들의 영토는 쿠루 왕국의 왕 바수에 의해 정복되었고, 이로 인해 그는 차이댜를 극복한 자(Chaidyoparichara) 또는 극복한 자(Uparichara)라는 별명을 얻었다. 푸라나에 따르면, 체디족은 크로슈타의 후손인 비다르바의 손자 카이시카의 아들 치디의 후손이었다.

## 비다르바족
푸라나에 따르면, 비다르바족 또는 바이다르바족은 크로슈투의 후손인 즈야마가의 아들 비다르바의 후손이었다. 가장 잘 알려진 비다르바 왕은 루크민과 루크미니의 아버지인 비슈마카였다. 마츠야 푸라나와 바유 푸라나에서는 비다르바족이 데칸(닥시나파타 바시나)의 주민으로 묘사된다.

## 사트바타족
아이타레야 브라마나 (VIII.14)에 따르면, 사트바타족은 보자족에게 복종한 남부 사람들이었다. 사타파타 브라마나 (XIII.5.4.21)는 바라타가 사트바타족의 희생마를 빼앗았다고 언급한다. 파니니는 그의 아슈타디야이에서 사트바타족을 크샤트리야 고트라의 일원으로 언급하며, 상가(부족 과두제) 형태의 정부를 가지고 있었다고 한다. 그러나 마누 법전 (X.23)에서는 사트바타족이 브라티아 바이샤에 속한다.
하리밤샤(95.5242-8)에 나오는 전통에 따르면, 사트바타는 야다바 왕 마두의 후손이며, 사트바타의 아들 비마는 라마와 동시대 인물이었다. 비마는 라마와 그의 형제들이 죽은 후 이크슈바쿠 왕조로부터 마투라 시를 회복했다. 비마 사트바타의 아들 안다카는 라마의 아들 쿠샤와 동시대 인물이었다. 그는 아버지의 뒤를 이어 마투라의 왕위에 올랐다.
안다카족, 브리슈니, 쿠쿠라족, 보자족, 수라세나는 크로슈투의 후손인 사트바타의 후손이라고 믿어진다. 이 씨족들은 사트바타 씨족으로도 알려져 있었다.

### 안다카족
파니니의 아슈타디야이 (IV.1.114)에 따르면, 안다카족은 크샤트리야 고트라 출신으로, 상가(부족 과두제) 형태의 정부를 가지고 있었다. 마하바라타의 드로아 파르바 (141.15)에서 안다카족은 브라티아(정통에서 벗어난 자들)로 분류되었다. 푸라나에 따르면, 안다카족은 사트바타의 손자이자 안다카의 아들인 바자마나의 후손이었다.
마하바라타에 따르면, 쿠루크셰트라 전쟁에서 안다카족, 보자족, 쿠쿠라족, 브리슈니족의 연합군은 안다카족 출신인 흐리디카의 아들 크리타바르마가 이끌었다. 그러나 같은 본문에서 그는 므리티카바티의 보자족으로도 언급되었다.

### 보자족
아이타레야 브라마나(VIII.14)에 따르면, 보자족은 남부 사람들이었고, 그들의 왕자들은 사트바타족을 복속시켰다. 비슈누 푸라나(IV.13.1-61)는 보자족을 사트바타족의 한 지류로 언급한다. 이 본문에 따르면, 므리티카바티의 보자족은 사트바타의 아들 마하보자의 후손이었다. 그러나 다른 여러 푸라나 문헌에 따르면, 보자족은 사트바타의 손자 바브루의 후손이었다. 마하바라타의 아디 파르바(85.3533)와 마츠야 푸라나(34.30)의 한 구절에서는 보자족이 믈레차로 언급된다. 마츠야 푸라나(44.69)의 다른 구절에서는 그들을 경건하고 종교 의식을 행하는 자들로 묘사한다.

### 쿠쿠라족
카우틸랴는 그의 아르타샤스트라(XI.1.5)에서 쿠쿠라족을 상가(부족과두제) 형태의 정부를 가진 씨족으로 묘사하며, 그들의 지도자는 라자(라자샤브도파지비나) 칭호를 사용한다. 바가바타 푸라나에 따르면, 쿠쿠라족은 드와르카 주변 지역을 차지했다. 바유 푸라나에 따르면, 야다바 통치자 우그라세나는 이 씨족(쿠쿠로드바바)에 속했다. 푸라나에 따르면, 쿠쿠라족인 아후카는 카시 왕국 공주에게서 우그라세나와 데바카라는 두 아들을 두었다. 우그라세나는 아들 아홉 명과 딸 다섯 명을 두었고, 그 중 칸사가 맏아들이었다. 데바카는 아들 넷과 딸 일곱 명을 두었고, 그 중 데바키가 한 명이었다. 칸사는 우그라세나를 감금한 후 마투라의 왕좌를 찬탈했다. 그러나 나중에 데바키의 아들 크리슈나에게 살해되었고, 크리슈나는 우그라세나를 왕좌에 다시 앉혔다.
가우타미 발라슈리의 나식 동굴 비문에는 그녀의 아들 가우타미푸트라 사타카르니가 쿠쿠라족을 정복했다고 언급되어 있다. 루드라다만 1세의 주나가드 바위 비문에는 쿠쿠라족이 그가 정복한 민족 목록에 포함되어 있다.

### 브리슈니족

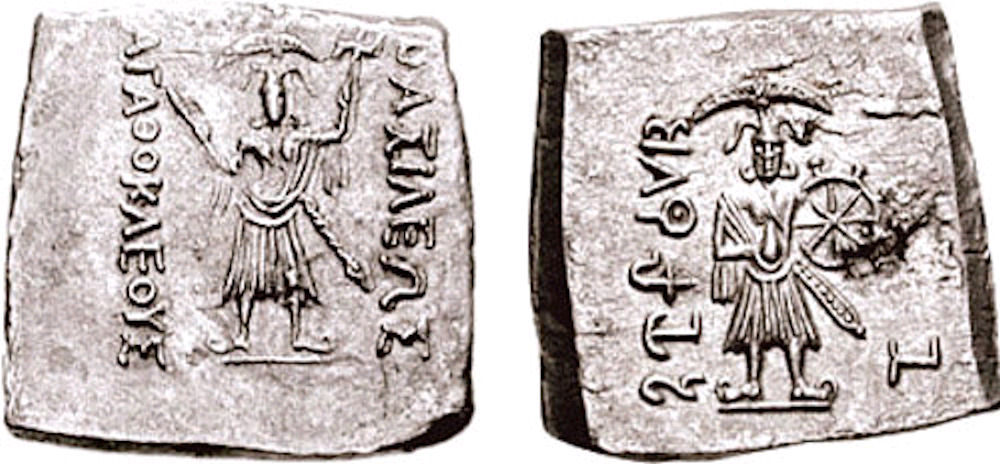
인도-그리스 왕국의 왕 아가토클레스 디카이오스(기원전 190년 ~ 기원전 180년) 주화에 새겨진 상카르샤나와 바수데바-크리슈나의 형상으로, 두 명의 가장 유명한 브리슈니 영웅들이다.

브리슈니족은 타이티리야 삼히타 (III.2.9.3), 타이티리야 브라마나 (III.10.9.15), 사타파타 브라마나 (III.1.1.4), 자이미니야 우파니샤드 브라마나 (I.6.1)를 포함한 여러 베다 문헌에 언급되어 있다. 타이티리야 삼히타와 자이미니야 우파니샤드 브라마나는 이 씨족에 속하는 고바라라는 스승에 대해 언급한다.
파니니는 그의 아슈타디야이 (IV.1.114)에서 브리슈니족을 상가(부족 과두제) 형태의 정부를 가진 크샤트리야 고트라 씨족 목록에 포함시켰지만, 마하바라타의 드로아 파르바 (141.15)에서는 브리슈니족이 안다카족과 마찬가지로 브라티아(배교자)로 분류되었다. 마하바라타의 샨티 파르바 (81.25)에서는 쿠쿠라족, 보자족, 안다카족, 브리슈니족이 함께 상가로 언급되며, 바수데바-크리슈나는 상가무키아(상가의 영주)로 언급된다. 푸라나에 따르면, 브리슈니는 사트바타의 네 아들 중 한 명이었다. 브리슈니에게는 아나미트라(또는 수미트라), 유다지트, 데바미두샤 세 명(또는 네 명)의 아들이 있었다. 슈라는 데바미두샤의 아들이었다. 그의 아들 바수데바 아나카둔두비는 발라라마와 크리슈나의 아버지였다.
하리밤샤(II.4.37-41)에 따르면, 브리슈니족은 여신 에카남샤를 숭배했으며, 이 여신은 같은 문서의 다른 곳(II.2.12)에서는 난다 고파의 딸로 묘사된다. 마투라 근처 마을에서 발견된 모라 우물 비문은 서기 초 수십 년으로 거슬러 올라가며, 토샤라는 사람이 돌 사당에 다섯 브리슈니 비라(영웅)의 이미지를 설치했음을 기록한다. 이 다섯 브리슈니 영웅은 바유 푸라나(97.1-2)의 한 구절에서 발라라마, 크리슈나, 프라듐나, 아니룻다, 삼바와 동일시되었다.

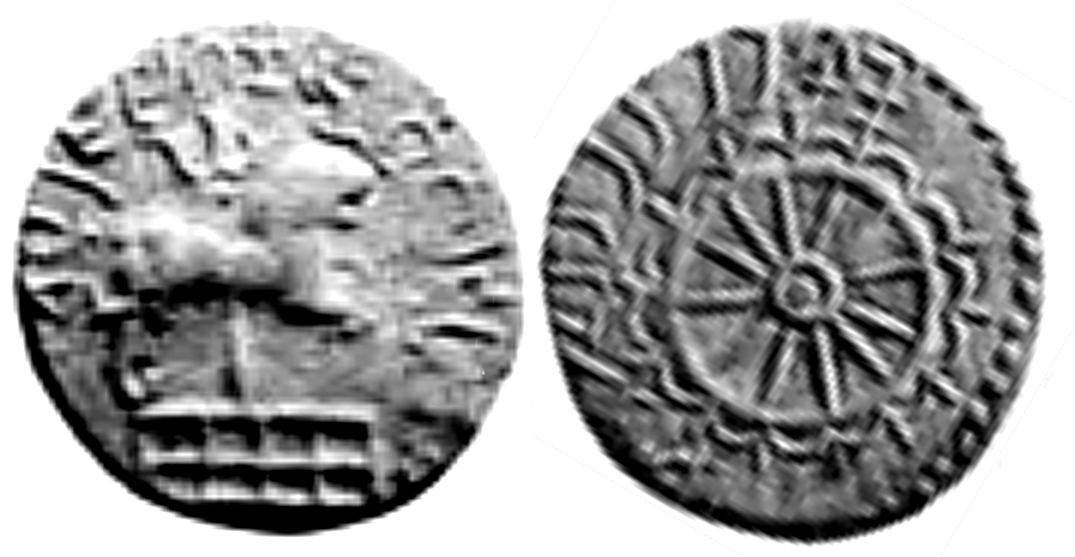
알렉산더 커닝엄의 고대 인도 주화: 초기부터 7세기까지(1891)에 실린 브리슈니족 은화.

브리슈니족의 독특한 은화가 펀자브의 호시푸르에서 발견되었다. 이 주화는 현재 대영박물관에 보존되어 있다. 이후, 브리슈니족이 발행한 여러 구리 주화, 점토 인장 및 봉인도 루디아나 근처의 수네트에서 발견되었다.

#### 샤이네야족
샤이네야족은 브리슈니의 아들 아나미트라의 아들인 시니의 후손이라고 믿어진다. 마하바라타와 푸라나에서 가장 주목할 만한 샤이네야는 사티아카의 아들이자 시니의 손자인 유유다나였다. 그는 크리슈나와 동시대 인물이었다. 푸라나에 따르면, 아상가와 유간다라가 각각 그의 아들과 손자였다.

#### 아크루라와 샤만타카
여러 푸라나에서는 아크루라라는 브리슈니족이 드와르카의 통치자였다고 언급한다. 그의 이름은 니루크타 (2.2)에서 보석의 소유자로 나타난다. 푸라나에서 아크루라는 브리슈니의 증손자인 슈바팔카와 간디니의 아들로 언급된다. 마하바라타, 바가바타 푸라나 및 브라흐마 푸라나에서 그는 야다바족의 가장 잘 알려진 보석인 샤만타카의 관리인으로 언급되었다. 푸라나에 따르면, 아크루라에게는 데바반트와 우파데바 두 아들이 있었다.

### 동족상잔의 전쟁과 그 여파
마하바라타의 마우살라 파르바 (7.185-253)에 따르면, 쿠루크셰트라 전쟁 몇 년 후, 드바라카의 안다카-브리슈니 야다바 씨족은 동족상잔의 전쟁으로 멸망했다. 이 전쟁 직후 발라라마와 크리슈나는 모두 사망했다. 나중에 크리타바르마의 아들은 므리티카바티의 통치자가 되었고, 유유다나의 손자는 사라스바티강 근처 지역의 통치자가 되었다. 살아남은 야다바족의 나머지는 인드라프라스타로 피신했다. 크리슈나의 증손자인 바즈라가 그들의 왕으로 즉위했다.
바즈라는 비슈누 푸라나에서 크리슈나의 증손자로 언급된다. 이 문헌의 한 부분(IV.15.34-42)에 따르면, 그는 아니루다와 수바드라의 아들이었다. 그러나 다른 부분(V.32.6-7)에 따르면, 그는 아니루다와 바나의 딸이자 발리의 손녀인 우샤의 아들이었다. 바후(또는 프라티바후)는 그의 아들이었고, 수차루는 그의 손자였다. 이 문헌의 다른 곳(V.38.34)에서는 그가 인드라프라스타 대신 마투라에 왕으로 즉위했다고 언급된다.
야다바 동족상잔 전쟁의 이야기는 팔리어 경전의 두 자타카 이야기, 즉 가타 자타카와 삼키차 자타카에서도 발견된다. 가타 자타카에 따르면, 바수데바, 발라라마 및 여덟 명의 다른 안다카-벤후(아마도 산스크리트어 안다카-브리슈니의 팔리어 상응어인 안다카-벤히의 오류 형태) 형제들이 드와르카를 점령하고 그들의 왕 칸사를 살해했다. 나중에 이 형제들은 서로 싸웠고, 바수데바와 발라라마를 제외한 모든 이들이 죽었다. 바수데바와 발라라마도 곧 사망했다. 삼키차 자타카는 안다카-벤후들이 서로를 죽였다고 언급한다. 카우틸랴 또한 그의 아르타샤스트라 (I.6.10)에서 브리슈니 씨족이 어리석음 때문에 멸망했다고 언급했다.

## 야다바 친족 제도
현대 역사가 로밀라 타파르에 따르면, 야다바족의 친족 제도는 그들의 교차 사촌 결혼 언급에서 볼 수 있듯이 모계제 구조의 흔적을 보여준다. 이는 특히 인도아리아인 친족 제도에서는 금지된 것이다. 비슈누 푸라나는 크리슈나가 비다르바 공주 루크미니와 결혼했다고 언급한다. 그의 아들 프라디움나는 루크미니의 오빠 루크미의 딸 루크마바티와 결혼했다. 프라디움나의 아들 아니루다는 루크미의 손녀 로차나와 결혼했다.

## 수라세나족과 크리슈나
불교 및 자이나교 문헌에는 기원전 6세기 초에 번성했던 십육대국(쇼다샤 마하자나파다)이 나열되어 있다. 수라세나는 불교 문헌인 앙굿타라 니카야에 언급된 십육대국 중 하나였다. 수라세나족의 수도는 마두라로도 알려진 마투라였다. 메가스테네스 (기원전 350-290년경)는 마투라 지역에 살았던 소라세노이(수라세나족)가 헤라클레스를 숭배했다고 언급하는데, 그는 헤라클레스와 가장 흡사한 인도 신인 바수데바-크리슈나를 의미했을 수 있다. 바수데바 크리슈나 숭배는 마투라 지역에서 시작된 것으로 보인다.
수라세나족의 기원에 관해서는 여러 전통이 존재한다. 링가 푸라나 (I.68.19)에 나오는 전통에 따르면, 수라세나족은 카르타비리야 아르주나의 아들 수라세나의 후손이었다. 라마야나 (VII.62.6)와 비슈누 푸라나 (IV.4.46)에 나오는 또 다른 전통에 따르면, 수라세나족은 라마의 형제인 샤트루그나의 아들 수라세나의 후손이었다. 데비바가바타 푸라나 (IV.1.2)에 따르면, 수라세나는 크리슈나의 아버지 바수데바 아나카둔두비의 아버지였다. 알렉산더 커닝엄은 그의 고대 인도 지리에서 수라세나의 할아버지 때문에 크리슈나와 그의 후손들이 수라세나족으로 알려졌다고 진술한다. 바사는 그의 발라차리타에서 칸사의 어머니가 수라세나(샤우라세니마타)였다고 언급한다.

## 종교
추장들과 봉토 외에도, 그들의 종교적 권한에 의해 그들에게 부여된 피탐(자리)이 있었다. 예를 들어, 1425년(샤카 삼밧) 와랑갈의 마하라자 스리 프라타파 루드라가 스리 콘디아 구루에게 14개 피탐의 수장으로서 부여한 사나드에 따르면 와랑갈에는 14개의 피탐이 있었다. 이후 1560년 아드에 술탄 압둘라 쿠트브 샤히가 바그야나가르를 세웠을 때 의 권리는 인정되고 승인되었으며, 마누갈 대신 골콘다라는 이름이 사용되었다. 쿠트브 샤히 왕조의 술탄 압둘라가 1071년 이슬람력에 수여한 칙허에 따르면, 콘디아는 그 장소의 미스터리를 해결하는 그의 카리스마를 사용하여 술탄을 위해 요새를 건설했으며, 또한 지하에 묻힌 금화를 발견했다. 그 대가로 술탄은 콘디아에게 14개 피탐의 수장으로서의 권리와 특권, 12개 계층의 그리고 2개 계층의 콘디아의 권리를 부여하는 칙허를 주었다. 비록 의 추종자였지만, 콘디아는 피탐의 수장이었다. 아마도 이 시점에는 의 영향을 받았지만, 그들은 범주에 통합되었다.

## 같이 보기
베다 시대:
- 베다
- 바라타족
- 푸루족
- 자나파다
- 리그베다 강 목록
- 리그베다 산스크리트어
- 찬드라밤사
- 이크슈바쿠 왕조
- 브라만교
- 투르바수 드루휴와 아누 왕조
- 고대 인도아리아인 민족 및 부족 목록

인도의 역사:
- 힌두교의 역사
- 인도 군주 목록
- 인더스 문명
- 고대 인도
- 인도 아대륙의 도기

## 더 읽어보기
- Singh, G. P. (1994). Early Indian Historical Tradition and Archaeology: Purāṇic Kingdoms and Dynasties with Genealogies, Relative Chronology and Date of Mahābhārata War, Delhi: D.K. Printworld, ISBN 978-81-246-0005-4.
- Yadav, J. N. Singh (1992). Yādavas Through The Ages (From Ancient Period to Date) (in 2 Vol.), Delhi: Sharada Publishing House, ISBN 978-81-85616-03-2.